# Tianyuan (köpinghuvudort i Kina, Zhejiang Sheng, lat 30,20, long 121,18)
Tianyuan är en köpinghuvudort i Kina. Den ligger i provinsen Zhejiang, i den östra delen av landet, omkring 98 kilometer öster om provinshuvudstaden Hangzhou. Antalet invånare är 37 169. Befolkningen består av 18 267 kvinnor och 18 902 män. Barn under 15 år utgör 11,0 %, vuxna 15-64 år 78 %, och äldre över 65 år 10,0 %.
Runt Tianyuan är det tätbefolkat, med 659 invånare per kvadratkilometer. Närmaste större samhälle är Zhouxiang, 5,9 km sydväst om Tianyuan. Runt Tianyuan är det i huvudsak tätbebyggt.
Genomsnittlig årsnederbörd är 1 778 millimeter. Den regnigaste månaden är juni, med i genomsnitt 285 mm nederbörd, och den torraste är januari, med 60 mm nederbörd.